# Zemplínske Jastrabie
Zemplínske Jastrabie (Hongaars: Magyarsas) is een Slowaakse gemeente in de regio Košice, en maakt deel uit van het district Trebišov.
Zemplínske Jastrabie telt 669 inwoners.